# Estación de Jaén
Jaén es una estación de ferrocarril situada en el municipio español de Jaén, en la provincia homónima, comunidad autónoma de Andalucía. Se trata de una estación de carácter terminal que enlaza a la capital jiennense con la red ferroviaria general. Dispone de servicios de Media Distancia. 
Históricamente, Jaén fue una estación pasante que pertenecía a la línea Linares-Puente Genil, construida a finales del siglo XIX como un enlace de las comarcas jiennenses con un puerto marítimo. La estación original llegó a disponer de importantes instalaciones ferroviarias, contando incluso con una reserva de locomotoras para labores de tracción. En la década de 1980 el trazado entre Jaén y Campo Real fue clausurado al tráfico, tras lo cual se levantó la actual estación de carácter terminal. El complejo ferroviario se encuentra ubicado en la Plaza de Jaén por la Paz, en el barrio de expansión norte.

## Situación ferroviaria
Las instalaciones se encuentran situadas en el punto kilométrico 119,2 de la línea férrea de ancho ibérico que une Espeluy y Jaén, a 492 metros de altitud sobre el nivel del mar. El kilometraje se corresponde con el empleado por la antigua línea Linares-Puente Genil, hoy desmantelada en su casi totalidad.

## Historia

### Bajo «Andaluces» y RENFE

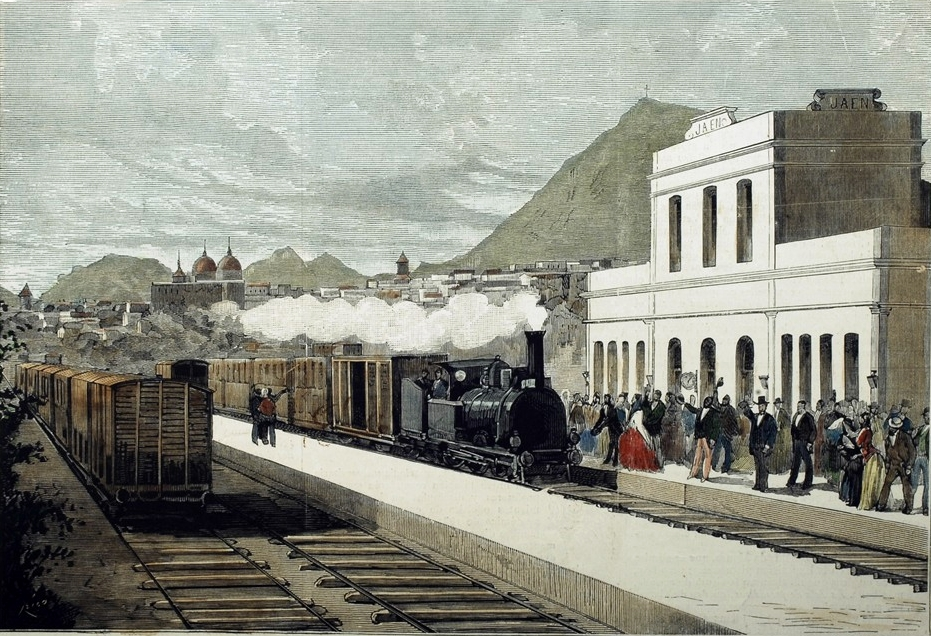
Grabado del s. sobre la llegada del ferrocarril a Jaén, en 1881.

En 1879 la Compañía de los Ferrocarriles Andaluces puso en marcha la construcción de la línea Linares-Puente Genil, que pretendía dar salida a la producción minera hasta el puerto de Málaga. En julio de 1881 se puso en marcha el tramo Espeluy-Jaén, que conectaba la capital jiennense con la línea general de Andalucía. La construcción del trazado entre Linares y Puente Genil no se completó hasta enero de 1893, tras lo cual se posibilitó el enlace de Jaén con importantes municipios como Torredonjimeno, Torredelcampo o Martos. En Jaén la compañía «Andaluces» levantó una estación de ferrocarril que disponía de un edificio de viajeros, varios muelles-almacenes para mercancías, una amplia playa de vías para maniobras y otras instalaciones auxiliares. El complejo ferroviario también contaba con una reserva de locomotoras, si bien esta instalación dependía a su vez del depósito de Puente Genil. En 1936, durante la Segunda República, «Andaluces» fue incautada por el Estado debido a sus problemas económicos, y asignada la gestión de sus infraestructuras a la Compañía Nacional de los Ferrocarriles del Oeste. 
En 1941, con la nacionalización de los ferrocarriles de ancho ibérico, las instalaciones pasaron a manos de Red Nacional de los Ferrocarriles Españoles (RENFE). Entre 1945 y 1954 el Sindicato Nacional del Olivo construyó junto a la estación de Jaén un almacén regulador de aceite, con una capacidad de 5000 toneladas. Para ello, se habilitó una vía de apartadero que permitiera el enlace ferroviario. Esta se unía a otras vías de enlace que ya se habían instalado para industrias cercanas.
A mediados de la década de 1970 se electrificaron algunas vías de la estación, al igual que se hizo con el trazado Espeluy-Jaén.

### Etapa reciente
En octubre de 1984 se cerró al tráfico el trazado entre Jaén y Campo Real, quedando este interrumpido a la altura de la capital jiennense. Años después las vías fueron levantadas y reconvertido el trazado en una vía verde. Con ello, Jaén perdió así su histórica conexión con la Subbética y la línea a Málaga. Además, en 1988 se clausuró y derribó la histórica estación de «Andaluces». En su lugar se levantaron unas nuevas instalaciones, de carácter terminal y dedicadas exclusivamente a los servicios de viajeros. Desde enero de 2005, Renfe Operadora explota la línea mientras que Adif es la titular de las instalaciones ferroviarias. Actualmente la estación de Jaén dispone de conexiones con Madrid, Linares-Baeza, Alcázar de San Juan, Córdoba, Sevilla y Cádiz.

## Servicios ferroviarios

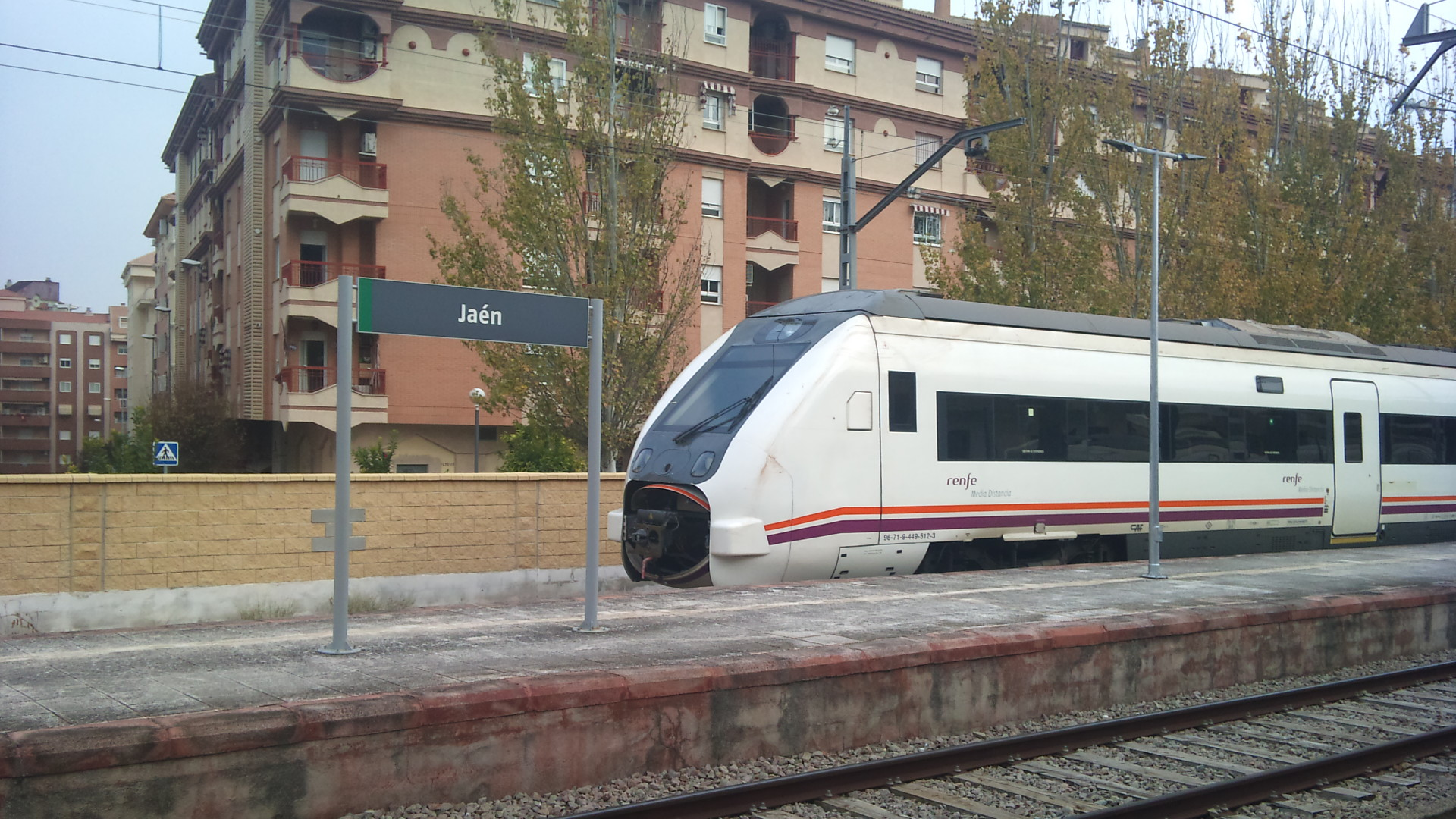
Un tren de Media Distancia estacionado en Jaén (2011).

### Media Distancia
| línea    | >                   | destino               | particularidades                          |
| -------- | ------------------- | --------------------- | ----------------------------------------- |
| Línea 58 | Mengíbar-Artichuela | Madrid-Chamartín      | 4 trenes por sentido                      |
| Línea 66 | Espeluy             | Córdoba-Central Cádiz | 4 trenes Jaén-Cádiz con parada en Córdoba |

## Tranvía
La Estación de Jaén es una parada de la Línea 1 del Tranvía de Jaén, aunque en la actualidad no se encuentra en funcionamiento.
| << cabecera          | < parada     | Línea | parada >           | cabecera >>   |
| -------------------- | ------------ | ----- | ------------------ | ------------- |
| Paseo de la Estación | Los Perfumes |       | Donantes de Sangre | Vaciacostales |